# モードゥク県

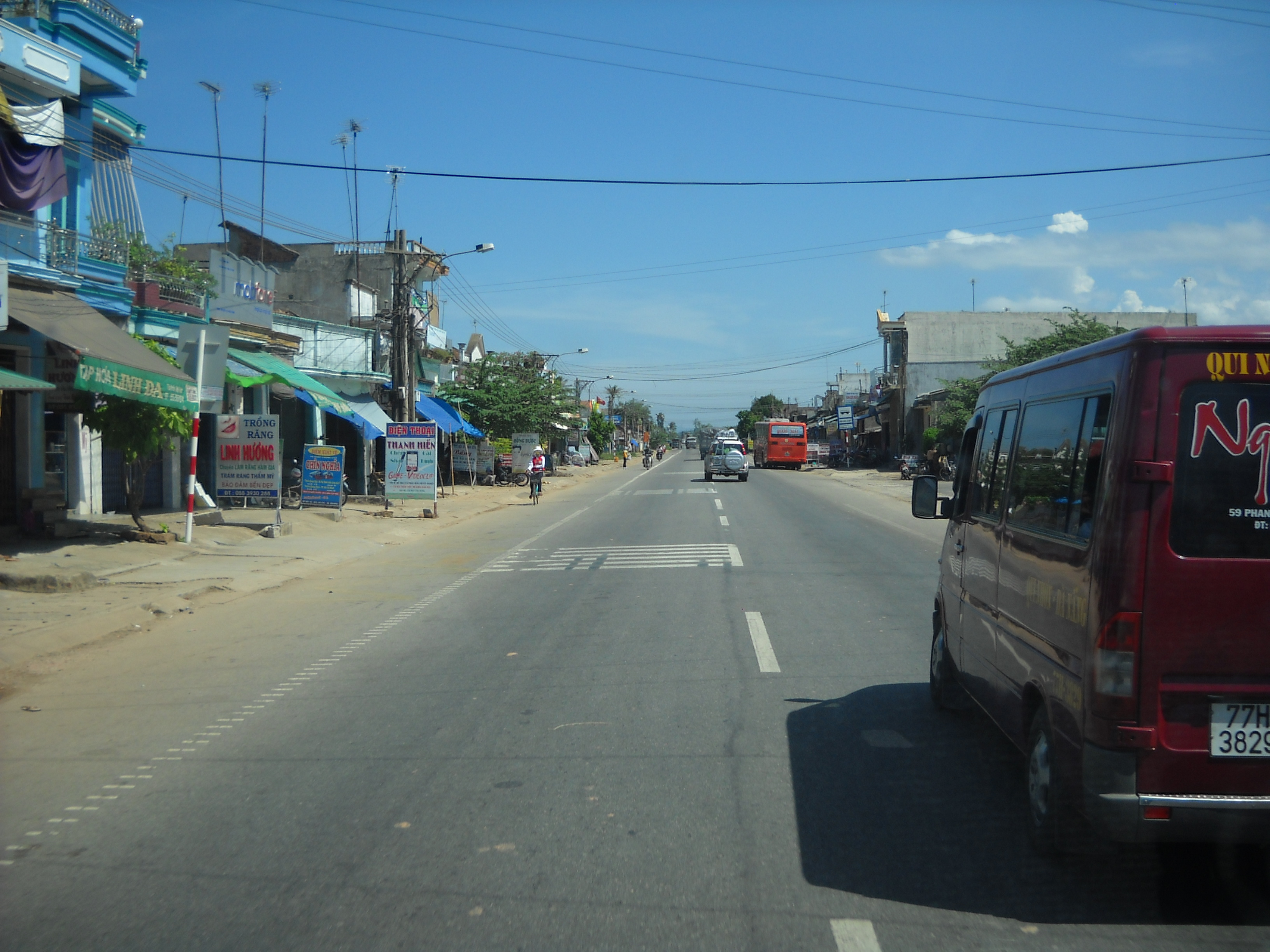
モードゥクの街並み

モードゥク県（モードゥクけん、ベトナム語：Huyện Mộ Đức / 縣慕德?）は、ベトナム社会主義共和国クアンガイ省の県である。面積は212.23km²、人口は144,230人（2019年）である。

## 行政区画
1市鎮12社から構成される。